# Faerie Tale Theatre
Faerie Tale Theatre (también conocida como Cuentos de hadas o Los cuentos de Shelley Duvall) es una antología televisiva de cuentos de hadas con personajes reales de veintisiete episodios que incluyen veinticinco cuentos de hadas clásicos, particularmente de Charles Perrault, los hermanos Grimm y Hans Christian Andersen, más el poema «El flautista de Hamelín» y un episodio especial llamado «La fiesta de los Grimm».
Se emitió en Showtime de septiembre de 1982 a noviembre de 1987. Shelley Duvall, que creó la serie, fue también la narradora, anfitriona y productora ejecutiva del programa junto con Bridget Terry y Fred Fuchs, y protagonizó cuatro episodios. Esta serie fue uno de los primeros ejemplos de programación por cable, junto con Fraggle Rock en HBO.

## Origen
Shelley Duvall empezó a planear la serie mientras rodaba en Malta la película Popeye. Según se dice, preguntó a su compañero de reparto Robin Williams qué opinaba de «El príncipe rana». A Williams le hizo gracia y más tarde protagonizó el episodio piloto de la serie, escrito, narrado y dirigido por Eric Idle.
Muchos de los episodios fueron escritos por Rod Ash, Mark Curtiss, Maryedith Burrell y Robert C. Jones.

## Episodios
Cada episodio comienza con Shelley Duvall dando la bienvenida al espectador, tras lo cual expone un breve resumen de la historia. Todos los episodios son adaptaciones teatrales de cuentos de hadas protagonizados por actores famosos como Robin Williams, Jeff Goldblum, Jennifer Beals, Mick Jagger, Matthew Broderick o Christopher Reeve, y dirigidos por realizadores de prestigio como Tim Burton o Francis Ford Coppola.
Duvall actuó en cuatro episodios: «Rumpelstiltskin» (1982), «Rapunzel» (1983), «El ruiseñor» (1983) y «Blancanieves» (1984). Muchos de los decorados y vestuarios están inspirados en famosos ilustradores de libros, incluyendo a Maxfield Parrish («El príncipe rana»), Norman Rockwell («Ricitos de Oro y los tres osos»), Arthur Rackham («Hansel y Gretel»), Edmund Dulac («El ruiseñor»), Aubrey Beardsley y Harry Clarke («La princesa y el guisante»), Gustav Klimt («Rapunzel»), N. C. Wyeth («Rumpelstiltskin», «Blancanieves»), Kay Nielsen («La bella durmiente»), Brueghel y Dürer («Juan sin miedo»), Jennie Puerto («Caperucita Roja») y George Cruikshank («Pulgarcita»), al igual que en adaptaciones cinematográficas anteriores como La bella y la bestia de Jean Cocteau.

## Ediciones en video y DVD

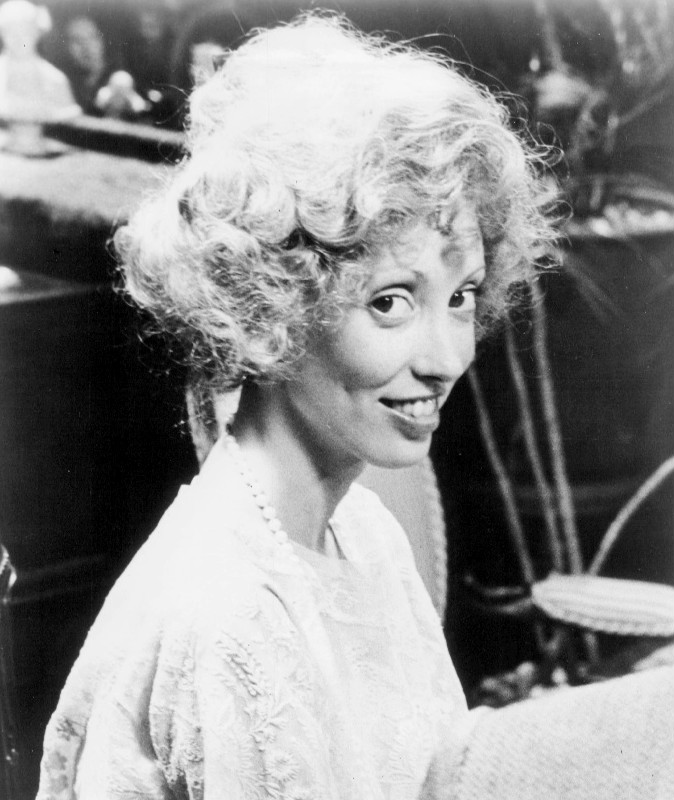
Shelley Duvall, la creadora de la serie

Faerie Tale Theatre se editó en VHS, Betamax, CED y Laserdisc desde los años ochenta hasta mediados de los noventa, inicialmente por CBS/FOX Video y después por Playhouse Video (un sello subsidiario de CBS/FOX). Starmaker II adquirió los derechos de la serie de 2004 a 2006 y editó veintiséis episodios en DVD. Posteriormente editó una caja de cuatro discos y otra de seis, conteniendo cada edición los mismos veintisiete episodios.
En 2009, Koch Vision editó los episodios en seis DVD recopilatorios: 
- Cuentos de los hermanos Grimm («Hansel y Gretel», «Rapunzel», «Rumpelstiltskin», y «Caperucita Roja»)
- Cuentos graciosos («El príncipe rana», «Pinocho», «Los tres cerditos» y «La princesa que nunca sonreía»)
- Cuentos de Hans Christian Andersen («El traje nuevo del emperador», «El ruiseñor», «La reina de las nieves» y «Pulgarcita»)
- Cuentos de princesa («La Cenicienta», «La sirenita», «Las doce princesas bailarinas» y «La princesa y el guisante»)
- Cuentos mágicos («Aladino y la lámpara maravillosa», «La bella y la bestia», «El Gato con Botas» y «Blancanieves»)
- Bedtime cuentos («Jack y las habichuelas mágicas», «La bella durmiente», «Rip van Winkle» y «Ricitos de Oro y los tres osos»)[5]

En las ediciones de Starmaker II y Koch Visión, se suprimieron las siguientes escenas:[cita requerida]
- En «Ricitos de Oro y los tres osos»: papá oso y mamá osa intentando sujetar al osito Cubby en la silla.
- En «El flautista de Hamelín»: el monólogo de la rata Julio César.
- En «Rumpelstiltskin»: el canto de la hija del molinero con los animales en el bosque.

## Premios
Cuentos de hadas ganó un Peabody Awards, un TCA Awards y un GoldenCableACE Award.
Posteriormente se emitió en Disney Channel, así como en varias cadenas de televisión, incluyendo la PBS y BookTelevision.